# Enomao (guerriero acheo)
Enomao (in greco antico: Οἱνόμαος?, Oinómaos) è un personaggio della mitologia greca, un combattente acheo che Omero menziona per la prima volta nel V libro.

## Mitologia
Premuti da Ettore e dal dio Ares, gli Achei si ritrassero inorriditi e incerti sul da farsi, mentre sul campo di battaglia l'eroe troiano seminava una strage inarrestabile; nel folto gruppo degli Achei uccisi dalla duplice furia di Ettore e del dio vi fu lo stesso Enomao, il quarto in questo gruppo di vittime ad essere ricordato da Omero.